# Lucio Luiz
Lucio Luiz (Rio de Janeiro, 14 de julho de 1978) é um jornalista, escritor, editor, pesquisador, podcaster e roteirista de histórias em quadrinhos brasileiro. Graduado em Jornalismo e doutor em Educação, é cocriador da série de quadrinhos Meninos e Dragões, fundador da editora independente Marsupial e membro do podcast Papo de Gordo.

## Vida pessoal
Lucio Luiz nasceu na cidade do Rio de Janeiro em 14 de julho de 1978, mas desde pequeno morou em Nova Iguaçu, município da região metropolitana do Rio.
Graduou-se em Jornalismo em 1998 pela Universidade Gama Filho. Entre 2007 e 2009, fez mestrado em Educação na Universidade Estácio de Sá, desenvolvendo uma dissertação sobre o impacto da criação de fan fictions por professores e estudantes em relação à produção escrita escolar e ao letramento digital.
Em 2013, fundou a Marsupial Editora, uma editora independente com foco na publicação de livros nas áreas de Educação, Comunicação e Tecnologia. No ano seguinte, criou o selo Jupati Books, destinado à publicação de quadrinhos, sendo responsável pela edição de diversas coletâneas e romances gráficos.
Em 2018, Lucio concluiu seu doutorado em Educação na Universidade Estácio de Sá, defendendo uma tese sobre a percepção dos professores da Educação Básica sobre o uso das histórias em quadrinhos em sala de aula. Em 2021, esta tese foi publicada no livro Professores Protagonistas: os quadrinhos em sala de aula na visão dos docentes.
Em 2024, assumiu o cargo de coordenador editorial da recém-criada editora da Associação de Pesquisadores em Arte Sequencial (ASPAS), instituição da qual já fazia parte da diretoria.

## Carreira

### Primeiros escritos
Lucio foi responsável pelo fã site Lobo Brasil, que manteve entre 1997 e 2008 sobre o personagem de quadrinhos Lobo, da DC Comics, e no qual publicava regularmente artigos, resenhas e notícias, além de ter entrevistado quadrinistas que trabalharam com o personagem, como Alan Grant e Todd Nauck.
Em 2002, Lucio publicou de forma independente o livro de poesias Amor, Escatologia e Etcetera.
Também a partir de 2002, começou a escrever fan fictions (principalmente dos personagens de quadrinhos Lobo e Fogo) no site Hyperfan, então um dos principais sites brasileiros dedicados às fanfics. Em 2006, já como editor-chefe do site, organizou o livro Hyperfan: cinco anos de fanfic em homenagem ao aniversário do site, que trouxe contos inéditos criados por seus membros, além de ilustrações do desenhista JJ Marreiro.
Os contos foram ambientados em um universo ficcional novo, criado pelos autores, no qual pessoas comuns ganham superpoderes graças a um misterioso fenômeno. Este livro é considerado o primeiro livro de ficção brasileiro dedicado ao gênero de super-heróis. Além de ser responsável pela edição e organização do livro, Lucio escreveu o conto "Super tia", sobre uma professora de Educação Infantil que passava a controlar mentalmente seus alunos com resultados tragicômicos.
Após seu livro de poesias de 2002, Lucio voltou a lançar obras literárias (sem contar participações em coletâneas e as de quadrinhos) em 2015, com os livros infantis A Mamãe Tamanduá (com ilustrações de PriWi) e Palavras, Palabras (com ilustrações de Bianca Pinheiro).

### Pesquisa
Assim que começou seu mestrado, em 2007, Lucio passou a publicar regularmente pesquisas acadêmicas em diversos congressos nas áreas de Comunicação e Educação, sendo também um dos primeiros pesquisadores brasileiros a estudar e escrever artigos acadêmicos sobre cultura participativa.
Nessa época, inclusive, ainda não havia uma tradução consagrada no Brasil para o termo participatory culture, com Lucio sugerindo o uso de "cultura participatória" por ser mais próximo da intenção original de Henry Jenkins, criador do termo. Porém, à medida em que mais pesquisas foram sendo feitas, a tradução "cultura participativa" acabou se tornando a mais utilizada em português.
Em 2013, Lucio foi organizador do livro Os Quadrinhos na Era Digital: HQtrônicas, webcomics e cultura participativa, que contou com textos, entre outros, dos pesquisadores Octavio Aragão, Edgar Franco, Roberto Elísio dos Santos, Henrique Magalhães e Paulo Ramos, além do próprio Lucio. Este livro foi finalista do Troféu HQ Mix de melhor livro teórico em 2014.
No ano seguinte, foi organizador de Reflexões Sobre o Podcast, primeiro livro sobre o tema em língua portuguesa e que contou com a participação de podcasters como Luciano Pires e Pedro Duarte, entre outros. Em 2023, o livro ganhou uma versão adaptada para áudio em formato de podcast.
Em 10 de maio de 2023, Lucio colocou no ar o site independente Quadrinhopédia, uma base de dados com informações sobre desenhistas, roteiristas, editores e demais pessoas ligadas aos quadrinhos brasileiros. O desenvolvimento do projeto durou quatro anos, tendo 850 verbetes publicados em sua estreia e contando com adição regular de novas biografias e ampliação das já existentes.

### Podcast
Em 2008, Lucio começou a participar como membro fixo do podcast Papo de Gordo, do qual foi cofundador. O programa quinzenal sobre saúde e comportamento chegou a estar entre os mais populares podcasts brasileiros entre o final dos anos 2000 e início dos anos 2010.
Além de participante do podcast Papo de Gordo e editor do site de mesmo nome, no qual escrevia a coluna de humor "Gordo de raiz" e era um dos responsáveis pelos textos jornalísticos, Lucio ainda criou, em 2009, a webcomic As Aventuras do MorsaMan ao lado do desenhista Flavio Soares, que também era membro do podcast. As tiras traziam histórias do personagem MorsaMan, "mascote" do site.
Em 2011, Lucio foi também um dos autores do livro Papo de Gordo: o blog que virou livro, lançado pela editora Blogbooks (selo da Singular Digital, empresa do grupo Ediouro), que trazia uma coletânea de artigos e notícias publicadas pelo Papo de Gordo como resultado da vitória do site na categoria "Universo masculino" da segunda edição do Prêmio Blogbooks.

### Histórias em quadrinhos

#### 2009-2014: Roteirista de quadrinhos
Lucio estreou como roteirista de quadrinhos em 2009, com a webcomic As Aventuras do MorsaMan, ilustrada por Flavio Soares. As histórias foram publicadas regularmente até 2010 no site Papo de Gordo e, em 2023, foram reunidas em uma coletânea impressa que contava ainda com algumas histórias inéditas.
Em 2012, novamente em coautoria com Flavio, Lucio criou a série infantil em quadrinhos Meninos & Dragões, que ganhou o 2º Prêmio Abril de Personagens e foi lançada como gibi regular pela editora Abril no ano seguinte.
Contudo, devido à crise pela qual passava a editora Abril na época, que estava resultando em diversos cortes de publicações, especialmente de quadrinhos, a revista foi cancelada após a publicação do primeiro número. Ainda assim, a HQ ganhou em 2014 o Prêmio Angelo Agostini de melhor lançamento.
Também em 2014, Lucio publicou quadrinhos em coletâneas como Feitiço da Vila, com HQs inspiradas nas canções de Noel Rosa (escreveu duas histórias, ilustradas respectivamente por Mario Cau e Lu Cafaggi), e Café Espacial nº 13, com uma HQ desenhada por Flavio Soares.

#### 2015-2021: Editor de quadrinhos
A partir de 2015, Lucio passou a atuar quase exclusivamente como editor de quadrinhos no selo Jupati Books (que fora criado no ano anterior), tendo editado obras como Pétalas (de Gustavo Borges e Cris Peter, em 2015), Pieces: partes do todo (de Mario Cau, em 2016) e Olimpo Tropical (de André Diniz e Laudo Ferreira, em 2017), entre diversas outras.
Também foi responsável pelas edições brasileiras de romances gráficos como O Escultor (de Scott McCloud, em 2015), Ruínas (de Peter Kuper, em 2016) e Barbarella e as Cóleras do Come-Minutos (de Jean-Claude Forest, em 2017, obra até então nunca publicada no Brasil).
Lucio só voltou a escrever um roteiro de quadrinhos em 2018, quando ele e Flavio relançaram a série Meninos e Dragões, que passou a ser publicada formato de álbuns com histórias fechadas e com o visual dos personagens totalmente reformulado. O primeiro volume foi ainda finalista do Troféu HQ Mix de melhor publicação infantil no ano seguinte.
Além de sua atuação como editor, Lucio foi ainda jurado do Prêmio Jabuti em 2020 na categoria "Histórias em quadrinhos", ao lado de Germana Viana e Marcelo D'Salete. Os jurados foram escolhidos pelo Conselho Curador do prêmio a partir de uma consulta pública.

#### 2022-presente: Novos quadrinhos autorais

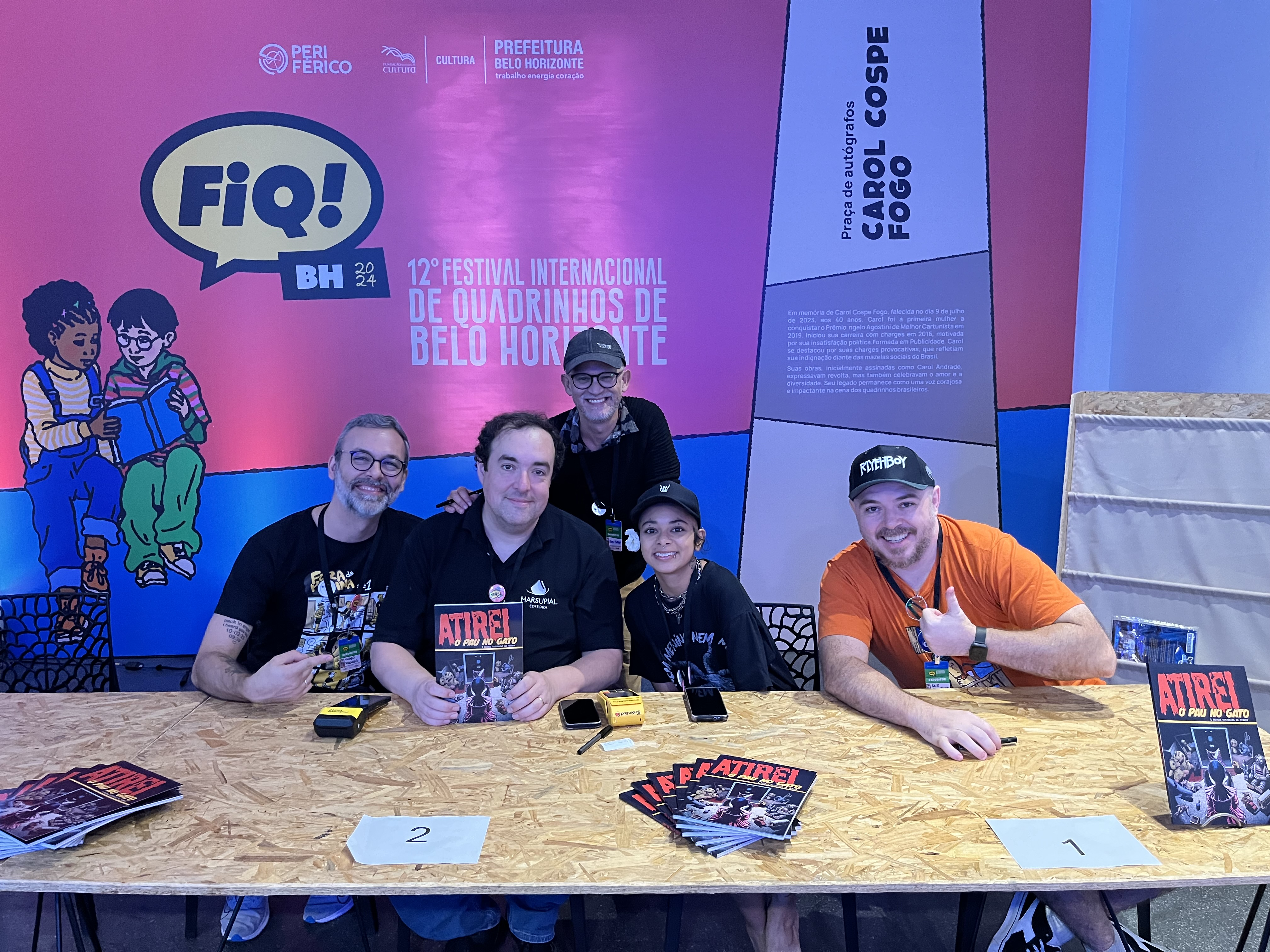
Sessão de autógrafos do livro Atirei o Pau no Gato e Outras Histórias de Terror durante o Festival Internacional de Quadrinhos de 2024. Da esquerda para a direita: Thiago Krening, Lucio Luiz, Wagner Willian, Little Goat e Caio Oliveira.

Em julho de 2022, Lucio publicou na plataforma Webtoon a webcomic metalinguística 4th Wall Brawl, escrita por ele e com desenhos de Flávio Luiz, arte-final de Flavio Soares e cores de Will Rez e Marco Pelandra. No ano seguinte, lançou sua versão impressa em português, com o título Quebra-Quebra da Quarta Parede. A impressão da HQ foi feita de forma contínua, mantendo o formato vertical de webtoon e medindo 8 centímetros de largura por 5 metros de altura.
Em 2023, lançou simultaneamente em português e inglês o álbum Atirei o Pau no Gato e Outras Histórias de Terror, com 15 histórias escritas por ele e, cada uma, com um desenhista diferente, dentre os quais Laudo Ferreira, Mario Cau, Luiza Lemos e Wagner Willian, entre outros.
As histórias transformaram canções infantis clássicas (como Se Você Está Feliz e Dona Aranha, entre outras) em contos de terror. A versão em inglês, intitulada The Wheels on the Bus and Other Horror Stories, foi finalista do prêmio norte-americano Ignatz Award em 2024.

## Obras publicadas

### Quadrinhos
| Título                                               | Editora      | Ano  | ISBN/ISSN              | Observações | Ref    |
| ---------------------------------------------------- | ------------ | ---- | ---------------------- | --- | ------ |
| Meninos & Dragões nº 1                               | Abril Jovem  | 2013 | EAN: 789-3614-09362-8  | Desenhos de Flavio Soares | [ 42 ] |
| Café Espacial nº 13                                  | Independente | 2014 | ISSN 2176-9869         | Coletânea / Autor de "Um último monólogo" (desenhos de Flavio Soares) | [ 48 ] |
| Feitiço da Vila: a poesia de Noel Rosa em quadrinhos | Jupati Books | 2014 | ISBN 978-85-68156-07-0 | Coletânea / Organizador e autor de "Seja breve..." (desenhos de Mario Cau) e "Gago apaixonado" (desenhos de Lu Cafaggi)                                                                                                  | [ 68 ] |
| Meninos e Dragões volume 1: o grande caçador         | Jupati Books | 2018 | ISBN 978-85-68156-53-7 | Desenhos de Flavio Soares e cores de Omar Viñole | [ 54 ] |
| As Aventuras do MorsaMan                             | Jupati Books | 2023 | ISBN 978-85-68156-57-5 | Desenhos de Flavio Soares | [ 35 ] |
| Quebra-Quebra da Quarta Parede                       | Jupati Books | 2023 | ISBN 978-85-68156-58-2 | Desenhos de Flávio Luiz, arte-final de Flavio Soares e cores de Will Rez e Marco Pelandra | [ 59 ] |
| Atirei o Pau no Gato e Outras Histórias de Terror    | Jupati Books | 2023 | ISBN 978-85-68156-59-9 | Desenhos de Ana Pepper, Caio Oliveira, Caio Zero, Carlos Gritti, Chairim, Flavio Soares, Isaque Sagara, Laudo Ferreira, Little Goat, Luiza Lemos, Mario Cau, Rodrigo Mazer, Samuel Bono, Thiago Krening e Wagner Willian | [ 63 ] |
| The Wheels on the Bus and Other Horror Stories       | Jupati Books | 2023 | ISBN 978-85-68156-60-5 | Desenhos de Ana Pepper, Caio Oliveira, Caio Zero, Carlos Gritti, Chairim, Flavio Soares, Isaque Sagara, Laudo Ferreira, Little Goat, Luiza Lemos, Mario Cau, Rodrigo Mazer, Samuel Bono, Thiago Krening e Wagner Willian | [ 63 ] |

### Ficção
| Título                                  | Editora           | Ano  | ISBN                   | Observações                                                       | Ref    |
| --------------------------------------- | ----------------- | ---- | ---------------------- | ----------------------------------------------------------------- | ------ |
| Amor, Escatologia e Etcetera            | Independente      | 2002 | ISBN 85-902653-1-5     | Poesia                                                            | [ 14 ] |
| Hyperfan: cinco anos de fanfic          | Hyperfan          | 2006 |                        | Coletânea de contos / Organizador e autor de "Super tia"          | [ 15 ] |
| Amor, Escatologia e Etcetera, 2ª edição | Prestígio         | 2011 | ISBN 978-85-7748-085-2 | Poesia                                                            | [ 69 ] |
| Papo de Gordo: o blog que virou livro   | Blogbooks         | 2011 | ISBN 978-85-62962-34-9 | Coletânea de crônicas / Co-organizador e autor de diversos textos | [ 38 ] |
| Palavras, Palabras                      | Marsupial Editora | 2015 | ISBN 978-85-66293-40-1 | Infantil (ilustrações de Bianca Pinheiro)                         | [ 22 ] |
| A Mamãe Tamanduá                        | Marsupial Editora | 2015 | ISBN 978-85-66293-38-8 | Infantil (ilustrações de PriWi)                                   | [ 23 ] |

### Não ficção
| Título                                                                         | Editora           | Ano  | ISBN                   | Observações                                                                                      | Ref    |
| ------------------------------------------------------------------------------ | ----------------- | ---- | ---------------------- | ------------------------------------------------------------------------------------------------ | ------ |
| Os Quadrinhos na Era Digital: HQtrônicas, webcomics e cultura participativa    | Marsupial Editora | 2013 | ISBN 978-85-66293-00-5 | Coletânea de artigos acadêmicos / Organizador e autor                                            | [ 7 ]  |
| Reflexões Sobre o Podcast                                                      | Marsupial Editora | 2014 | ISBN 978-85-66293-06-7 | Coletânea de artigos / Organizador e autor                                                       | [ 26 ] |
| Professores Protagonistas: os quadrinhos em sala de aula na visão dos docentes | Marsupial Editora | 2021 | ISBN 978-65-86957-02-0 |                                                                                                  | [ 10 ] |
| Do Lazer ao Fazer: as histórias em quadrinhos na escola                        | ASPAS             | 2022 | ISBN 978-65-87876-04-7 | Coletânea de artigos acadêmicos / Autor de "Como assim nem todo professor gosta de quadrinhos?!" | [ 70 ] |

## Prêmios e indicações
| Ano  | Prêmio                      | Categoria                     | Obra | Resultado | Ref    |
| ---- | --------------------------- | ----------------------------- | --- | --------- | ------ |
| 2012 | Prêmio Abril de Personagens | Prêmio Abril de Personagens   | Meninos & Dragões                                                                                           | Venceu    | [ 42 ] |
| 2014 | Prêmio Angelo Agostini      | Lançamento                    | Meninos & Dragões                                                                                           | Venceu    | [ 45 ] |
| 2014 | Troféu HQ Mix               | Livro teórico                 | Os Quadrinhos na Era Digital                                                                                | Indicado  | [ 25 ] |
| 2019 | Troféu HQ Mix               | Publicação infantil           | Meninos e Dragões volume 1                                                                                  | Indicado  | [ 56 ] |
| 2024 | Ignatz Awards               | Outstanding Anthology         | The Wheels on the Bus and Other Horror Stories                                                              | Indicado  | [ 67 ] |
| 2024 | Prêmio Aberst de Literatura | Quadrinhos de crime ou terror | Atirei o Pau no Gato e Outras Histórias de Terror                                                           | Indicado  | [ 71 ] |
| 2024 | Troféu HQ Mix               | Adaptação para os quadrinhos  | Atirei o Pau no Gato e Outras Histórias de Terror                                                           | Indicado  | [ 72 ] |
| 2024 | Prêmio Angelo Agostini      | Lançamento                    | Atirei o Pau no Gato e Outras Histórias de Terror                                                           | Indicado  | [ 73 ] |
| 2024 | Prêmio Angelo Agostini      | Roteirista                    | Atirei o Pau no Gato e Outras Histórias de Terror; Quebra-Quebra da Quarta Parede; As Aventuras do MorsaMan | Indicado  | [ 73 ] |